# Biskupi białostoccy i gdańscy (prawosławni)
Biskupi białostoccy i gdańscy – zwierzchnicy prawosławnej diecezji białostocko-gdańskiej:
- 1946–1961 – abp Tymoteusz (Szretter)
- 1961–1965 – abp Stefan (Rudyk)
- 1966–1981 – abp Nikanor (Niesłuchowski)
- 1981–1998 – abp Sawa (Hrycuniak)
- od 1999 – abp Jakub (Kostiuczuk)